# Yegen Haci Mehmed Pacha
Yegen Haci Mehmed Pacha (mort le 6 décembre 1787). Grand Vizir de l’empire ottoman    en 1782.

## Biographie
Janissaire d'origine, il occupe la charge de Grand vizir du 25 août au 31 décembre 1782. Il meurt « séraskier » de Köstendje dans la principauté de Valachie le 6 décembre 1787. 

## Sources
- Bernard Lewis, V.L Ménage, Charles Pellat, Joseph Schacht, Encyclopédie de l’Islam, G-P Maisonneuve & Larose SA, Paris, 1981, tome VI, p. 995.